# Zapasy na Igrzyskach Boliwaryjskich 1938
Turniej w ramach pierwszych Igrzysk w Bogocie 1938 roku. Rozegrano zawody tylko w czterech kategoriach wagowych.

## Tabela medalowa
Gospodarz zawodów został zaznaczony kolorem.
| Poz.  | Państwo  |   |   |   | Łącznie |
| ----- | -------- | - | - | - | ------- |
| 1.    | Ekwador  | 2 | 2 | 0 | 4       |
|       | Kolumbia | 2 | 2 | 0 | 3       |
| Razem | Razem    | 4 | 4 | 0 | 8       |

## Wyniki

### W stylu wolnym
| Waga  | złoty         | srebrny           | brązowy |
| ----- | ------------- | ----------------- | ------- |
| 56 kg | Egidio Díaz   | Carlos Iranco     | ----    |
| 61 kg | Roberto Urrea | Francisco Casones | ----    |
| 66 kg | Luis Cáceres  | Enrique Diaz      | ----    |
| 72 kg | Luis Mora     | Benito Duarte     | ----    |